# Marsel (groupe)
 (septembre 2023).
La mise en forme du texte ne suit pas les recommandations de Wikipédia : il faut le « wikifier ».
Les points d'amélioration suivants sont les cas les plus fréquents. Le détail des points à revoir est peut-être précisé sur la page de discussion.
- Les titres sont pré-formatés par le logiciel. Ils ne sont ni en capitales, ni en gras.
- Le texte ne doit pas être écrit en capitales (les noms de famille non plus), ni en gras, ni en italique, ni en « petit »…
- Le gras n'est utilisé que pour surligner le titre de l'article dans l'introduction, une seule fois.
- L'italique est rarement utilisé : mots en langue étrangère, titres d'œuvres, noms de bateaux, etc.
- Les citations ne sont pas en italique mais en corps de texte normal. Elles sont entourées par des guillemets français : « et ».
- Les listes à puces sont à éviter, des paragraphes rédigés étant largement préférés. Les tableaux sont à réserver à la présentation de données structurées (résultats, etc.).
- Les appels de note de bas de page (petits chiffres en exposant, introduits par l'outil «  Source ») sont à placer entre la fin de phrase et le point final[comme ça].
- Les liens internes (vers d'autres articles de Wikipédia) sont à choisir avec parcimonie. Créez des liens vers des articles approfondissant le sujet. Les termes génériques sans rapport avec le sujet sont à éviter, ainsi que les répétitions de liens vers un même terme.
- Les liens externes sont à placer uniquement dans une section « Liens externes », à la fin de l'article. Ces liens sont à choisir avec parcimonie suivant les règles définies. Si un lien sert de source à l'article, son insertion dans le texte est à faire par les notes de bas de page.
- La présentation des références doit suivre les conventions bibliographiques. Il est recommandé d'utiliser les modèles {{Ouvrage}}, {{Chapitre}}, {{Article}}, {{Lien web}} et/ou {{Bibliographie}}. Le mode d'édition visuel peut mettre en forme automatiquement les références.
- Insérer une infobox (cadre d'informations à droite) n'est pas obligatoire pour parachever la mise en page.

Pour une aide détaillée, merci de consulter Aide:Wikification.
Si vous pensez que ces points ont été résolus, vous pouvez retirer ce bandeau et améliorer la mise en forme d'un autre article.
Marsel (en russe : Марсель) est un groupe de musique pop de Saint-Pétersbourg, fondé en 2005 par Stepan Ledkov, Mitya Blinov et Eugène Babenko. Ils sont les auteurs et interprètes des chansons Сколько бы (« Combien que »), Туда где (« Là où »), Эта песня для тебя (« Cette chanson est pour toi »), Настроение осень (« Humeur d'automne »), Предубеждение и гордость (« Préjugé et fierté »), Здравствуй, мам! (« Bonjour, maman ! »), Не отдам (« Je ne donnerai pas »). Le groupe est lauréat du prix Zolotoï Grammofon (Gramophone doré), et a également reçu des prix des chaînes Muz-TV, RU.TV ou encore Musicbox.

## Histoire
Le groupe Marsel est créé en 2005 par des étudiants de l'Institut national de la culture de Saint-Pétersbourg (СПбГУКИ), le chanteur et auteur de toutes les chansons du groupe Stepa Ledkov, le saxophoniste Mitya Blinov et le claviériste Zhenya Babenko. À ce moment, le groupe compte 5 membres et le nom est une abréviation des premières lettres des prénoms des musiciens, et la dernière «Л» signifie «Live».
En 2007, après avoir remporté le concours national "Живи музыкой" (Vive la musique), le groupe commence à travailler avec Sergueï Joukov, qui présidait le jury. La collaboration dure moins d'un an, mais pendant cette période, plusieurs chansons sont enregistrées.
La même année, le groupe participe et atteint la finale du projet télévisé de la Première chaîne «Cinq étoiles» à Sotchi, où ils interprètent la chanson "оригинальной песни" (Ma nouvelle ville) lors de la tournée "Мой новый город" (chanson originale).
En 2009, le groupe sort son premier clip pour la chanson "Сколько бы". La vidéo est filmée avec leur propre argent, et les rôles dans le clip sont joués par des amis et des fans du groupe. 
Le clip "Туда где", au printemps 2010, est réalisé par le directeur de Saint-Pétersbourg, Alexander Igudin, à Massandra et à l'ancien musée naval de Balaklava dans la Baie de Balaklava en Crimée. Le groupe choisit l'actrice principale du clip grâce à un concours en ligne.
En 2011, ils sortent le maxi-single "Песни для тебя" juste avant leur premier grand concert solo à Moscou, qui a lieu au club Milk Moscow. Ils tournent également un clip pour la chanson "Эта песня для тебя", dans lequel jouent l'animatrice de la chaîne Muz-TV Margarita Chelmakova (Rita Che), la présentatrice et finaliste de "Fabrika Zvyozd 6" Yulia Lysenko et la future femme du chanteur Katya Klayn, à qui cette chanson est dédiée.
En 2012, "Marsel" sort leur premier album "Громче и ближе", qui comprend toutes les chansons bien connues du groupe ainsi que quelques nouveautés. Un clip est tourné pour la chanson "Иди ко мне" dans le style de LMFAO, avec Aiza Dolmatova dans le rôle principal. Pour la chanson "Настроение осен", le leader du groupe Stepan Ledkov écrit de nouveaux couplets et un clip est tourné pour la version pop de la chanson, dans lequel sa femme, enceinte de son dernier mois, joue un rôle mineur.
En 2013, "Marsel" intègre un batteur, un bassiste et un guitariste au groupe et enregistre "L'album live", qu'ils présentent avec un programme live à Saint-Pétersbourg et à Moscou. Deux clips sont sortis pour soutenir l'album : "Temps" et "Sourire". En collaboration avec les DJs Radio Record Slider & Magnit, la chanson "Nous avons volé vers le ciel" est enregistrée.
Les chansons "Là où" et "Dommage" sont incluses dans la bande originale de la deuxième saison de la série "Molodyozhka".
Stepan Ledkov et sa femme Katya Klyain (Ledkova) figurent parmi les 10 couples les plus romantiques de Saint-Pétersbourg selon le magazine Sobaka.ru (2014).
Dans la vidéo à suspense sur la tragique histoire d'amour "Предубеждение и гордость", les rôles principaux sont joués par Kirill Nagiev, fils de l'acteur et présentateur Dmitri Nagiev, et l'actrice Anna Peskova, connue pour son rôle dans la série de la première chaîne "Тест на беременность" (Test de grossesse). Sur le plateau de tournage, les acteurs plongent sous la glace sans doublures, et la sécurité est assurée par des plongeurs expérimentés. Le réalisateur du clip est Vladimir Besedin. 
En 2018, le groupe sort un clip pour la chanson "Районами-кварталами", dans lequel le rôle principal est joué par Tata Bondarchuk, la belle-fille de Fedor Bondarchuk. Le clip est diffusé dans les cinémas de Saint-Pétersbourg avant les séances dans le cadre de l'action unique "Mercredi musical".

## Albums
- 2012 — Громче и ближе ("Plus fort et plus près")[14]
- 2013 — Живой альбом ("Album live")[15]
- 2016 —  О любви, печали и радости ("À propos de l'amour, de la tristesse et de la joie")[16]
- 2019 — Концерт для любимого города ("Concert pour la ville aimée")[17]
- 2019 — Дом бита ("Maison du beat")

## Singles
| Année | Titre du single                                               | Traduction française du titre                                     |
| ----- | ------------------------------------------------------------- | ----------------------------------------------------------------- |
| 2009  | RP, Марсель feat. Птаха — «Настроение Осень»                  | RP, Marsel feat. Ptaḥa — «Humeur d'automne»                       |
| 2012  | Марсель & Анна Семенович — «За семью замками»                 | Marsel & Anna Semenovitch — «Derrière sept serrures»              |
| 2013  | Марсель feat. Artik — «Моя любовь»                            | Marsel feat. Artik — «Mon amour»                                  |
| 2013  | Slider & Magnit feat. Марсель — «Полетели в небеса»           | Slider & Magnit feat. Marsel — «Volons vers le ciel»              |
| 2014  | Марсель «Герой»                                               | Marsel «Héros»                                                    |
| 2014  | Марсель «Как жаль»                                            | Marsel «Quel dommage»                                             |
| 2016  | Марсель & JuicyTrax — «По небу»                               | Marsel & JuicyTrax — «Dans le ciel»                               |
| 2017  | Марсель feat. Krec & Юлианна Караулова — «Небо так любит нас» | Marsel feat. Krec & Julianna Karaulova — «Le ciel nous aime tant» |
| 2017  | Марсель — «Районами-кварталами»                               | Marsel — «Quartiers par quartiers»                                |
| 2017  | Bahh Tee feat. Марсель — «Похитители любви»                   | Bahh Tee feat. Marsel — «Kidnappeurs d'amour»                     |
| 2018  | Марсель feat. Мохито — «Делать тебя счастливым»               | Marsel feat. Mojito — «Te rendre heureux»                         |
| 2018  | Estradarada feat. Марсель — «Минимал»                         | Estradarada feat. Marsel — «Minimal»                              |
| 2019  | Марсель — «Музыка»                                            | Marsel — «Musique»                                                |
| 2019  | Марсель — «Улетим за моря»                                    | Marsel — «Volons au-delà des mers»                                |

## Vidéographie
| Année | Titre du clip                                    | Traduction française du titre du clip                  |
| ----- | ------------------------------------------------ | ------------------------------------------------------ |
| 2008  | Сколько бы                                       | Combien encore                                         |
| 2009  | Небо мои крылья                                  | Le ciel, mes ailes                                     |
| 2009  | Настроение осень (уч. RP, Птаха)                 | Humeur d'automne (avec RP, Ptaḥa)                      |
| 2010  | Туда где                                         | Là où                                                  |
| 2011  | Пропавшие без вести                              | Disparus                                               |
| 2011  | Эта песня для тебя                               | Cette chanson est pour toi                             |
| 2012  | Иди ко мне                                       | Viens à moi                                            |
| 2012  | Настроение осень                                 | Humeur d'automne                                       |
| 2013  | Улыбается                                        | Sourit                                                 |
| 2013  | Время                                            | Temps                                                  |
| 2014  | Полетели в небеса (уч. Slider&Magnit)            | Volons vers le ciel (avec Slider & Magnit)             |
| 2015  | Предубеждение и гордость                         | Préjudice et fierté                                    |
| 2015  | Здравствуй, мам!                                 | Bonjour, maman !                                       |
| 2016  | Не отдам (уч. Artik & Asti)                      | Je ne donnerai pas (avec Artik & Asti)                 |
| 2018  | Делать тебя счастливым (уч. Мохито)              | Te rendre heureux (avec Mojito)                        |
| 2018  | Небо так любит нас (уч. Krec, Юлианна Караулова) | Le ciel nous aime tant (avec Krec, Julianna Karaulova) |
| 2018  | ТЫ                                               | TOI                                                    |
| 2018  | Районами-кварталами                              | Quartiers par quartiers                                |
| 2019  | Улетим за моря                                   | Volons au-delà des mers                                |

## Récompenses et nominations
- Zolotoï grammofon 2009 (Saint-Pétersbourg) — statuette pour la chanson « Skolko by ».
- Zolotoï grammofon 2010 (Saint-Pétersbourg) — statuette pour la chanson « Tuda gde »[18].
- Prix Mouz-TV 2011 — Nomination « Révélation de l'année ».
- OE VIDEO MUSIC AWARDS 2011 (Lettonie, Riga) — Prix « Artiste le plus stylé »[19].
- Zolotoï grammofon 2011 (Saint-Pétersbourg) — statuette pour la chanson « Eta pesnya dlya tebya ».
- Zolotoï grammofon 2013 (Saint-Pétersbourg) — statuette pour la chanson « Vremya »[20].
- Zolotoï grammofon 2014 (Saint-Pétersbourg) — statuette pour la chanson « Geroï ».
- Zolotoï grammofon 2015 (Saint-Pétersbourg) — statuette pour la chanson « Predoubejdenie i gordost ».
- Prix RU.TV 2017 — Nomination « Meilleur duo » pour la chanson « Ne otdam » feat. Artik & Asti.
- Prix MusicBox 2017 — Nomination « Duo de l'année » pour la chanson « Ne otdam » feat. Artik & Asti[21].
- Zolotoï grammofon 2017 — statuette pour la chanson « Ne otdam »[22].

## Liens
- Site officiel
- Radio russe : Marsel
- (ru) Boris Barabanov, « Chansons pour toi // Marsel », sur КоммерсантЪ,‎ 1er juillet 2011
- (ru) Alexeï Majaïev, « Critique : Marsel – « Plus fort et plus près » », sur InterMedia,‎ 4 juillet 2012
- (ru) Alexeï Majaïev, « Critique : Marsel – « Album live » », sur InterMedia,‎ 24 octobre 2013
- (ru) Natalia Malakhova, « ZZ Top est arrivé à Lyubertsy : les nouveautés automnales de l'industrie de l'album », sur Московский комсомолец,‎ 20 octobre 2016